# Цюаньцзяо
Цюаньцзя́о (кит. упр. 全椒, пиньинь Quánjiāo) — уезд городского округа Чучжоу провинции Аньхой (КНР).

## История
Уезд был образован во времена империи Суй.
В июне 1949 года был образован Специальный район Чусянь (滁县专区), и уезд вошёл в его состав. В 1956 году Специальный район Чусянь был расформирован, и уезд перешёл в состав Специального района Бэнбу (蚌埠专区).
В 1961 году Специальный район Чусянь был образован вновь, и уезд вернулся в его состав. В 1971 году Специальный район Чусянь был переименован в Округ Чусянь (滁县地区).
Постановлением Госсовета КНР от 20 декабря 1992 года округ Чусянь был преобразован в городской округ Чучжоу.

## Административное деление
Уезд делится на 10 посёлков.